# Pribítkovski
Pribítkovski (en rus: Прибытковский) és un poble (un possiólok) de l'óblast de Lípetsk, a Rússia, que el 2013 tenia 709 habitants. Pertany al districte rural de Griazi.